# Isapoderus mixtus
Isapoderus mixtus is een keversoort uit de familie bladrolkevers (Attelabidae). De wetenschappelijke naam van de soort werd in 1925 gepubliceerd door Hustache.